# 1999 CW
1999 CW är en asteroid i huvudbältet som upptäcktes 5 februari 1999 av den japanska astronomen Takao Kobayashi vid Ōizumi-observatoriet.
Asteroiden har en diameter på ungefär 9 kilometer och den tillhör asteroidgruppen Nocturna.